# リュートのための古風な舞曲とアリア
『リュートのための古風な舞曲とアリア』（伊: Antiche danze ed arie  per liuto）は、オットリーノ・レスピーギが作曲した3集の組曲。いずれも古いリュートのための曲を、現代のオーケストラないし弦楽合奏のために編曲したものであり（したがってリュートのための曲ではない）、それぞれ4曲から成る。

## 概説
レスピーギがサンタ・チェチーリア音楽院教授を務めていた頃、同図書館で古い時代の楽譜を色々と研究した成果が基となっている。曲名は『リュートのための古い舞曲とアリア』『リュートのための古い歌と舞曲』（Antiche arie e danze per liuto）とするものもある。また古い訳には『リュートのための古代舞曲とアリア』とするものがあるが、誤解を生みやすいため最近では避けられる。
- 第1組曲 1917年 16世紀のリュート曲をオーケストラに編曲
- 第2組曲 1923年（1924年初演） 16、17世紀のリュート曲をオーケストラに編曲
- 第3組曲 1931年（1932年初演） 16、17世紀のリュート曲を弦楽合奏に編曲

中でも第3組曲が有名で、演奏機会も多い。

## 第1組曲
オーケストラで演奏される。楽章ごとにその編成は変化する。演奏時間は約15分。4つの曲から成る。
1. 小舞踏曲（Balletto）（シモーネ・モリナーロ（英語版、イタリア語版）の作品「オルランド伯爵」による）Allegretto moderato ニ長調 4/4拍子
編成：オーボエ2、チェンバロ、弦5部
2. ガリアルダ（Gagliarda）（ヴィンチェンツォ・ガリレイの作品による）Allegro maroato-Andantino mosso ニ長調 3/4拍子
編成：フルート2、オーボエ2、コーラングレ、ファゴット2、ホルン2、ハープ、チェンバロ、弦5部
3. ヴィラネッラ（Villanella）（16世紀末の作者不明の曲による）Andante cantabile-Poco più mosso-Primo tempo ロ短調 2/4拍子
編成：フルート、オーボエ、ハープ、弦5部
4. 酔った歩みと仮面舞踏会（Passo mezzo e Mascherada）（16世紀末の作者不明の曲による）Allegro vivo-Vivacissimo-Allegretto-Allegretto-Vivo-Vivacissimo-Meno(maroato e sostenuto) ニ長調 2/4拍子
編成：フルート2、オーボエ2、ファゴット2、ホルン2、トランペット、ハープ、弦5部

## 第2組曲
オーケストラで演奏される。楽章ごとにその編成は変化する。第1組曲よりも比較的編成が大きい。演奏時間は約20分。4つの曲から成る。
1. 優雅なラウラ（Laura soave）（ガリアルダ風小舞踏曲、サルタレッロとカナリオBalletto con gagliarda, saltarello e canario）（ファブリツィオ・カローゾ（英語版、イタリア語版）の作品による）Andantino-ガリアルダ(Allegro marcato)-サルタレッロ(Lo stesso tempo)-カナリオ(Andantino) ニ長調 2/4拍子
編成：フルート、オーボエ2、クラリネット2、ファゴット、ホルン2、ハープ、チェンバロ（四手）、弦5部
2. 田園舞曲（Danza rustica）（ジャン＝バティスト・ベサール（英語版、フランス語版）の作品による）Allegretto ホ長調 2/2拍子
編成：ピッコロ、フルート、オーボエ2、クラリネット2、ファゴット2、ホルン2、トランペット2、チェンバロ（四手）、弦5部
3. パリの鐘（Campanae parisienses）（中間部のアリアはマラン・メルセンヌ作とされる作品による）Andante mosso-Largo espressivo ハ長調 4/4拍子
編成：フルート3、オーボエ2、コーラングレ、ファゴット2、ホルン2、トランペット、トロンボーン3、チェレスタ、ハープ、弦5部
4. ベルガマスカ（Bergamasca）（ベルナルド・ジャノンチェッリ（イタリア語版）の作品による）Allegro ニ長調 2/2拍子
編成：ピッコロ、フルート2、オーボエ2、クラリネット2、ファゴット2、ホルン3、トランペット2、トロンボーン3、ティンパニ（3台）、ハープ、チェンバロ（四手）、弦5部

## 第3組曲
弦楽合奏または弦楽四重奏で演奏される。演奏時間は15～20分。4つの曲から成る。
1. イタリアーナ（Italiana）（作曲者不詳 16世紀頃） Andantino 変ホ長調 3/4拍子
2. 宮廷のアリア（Arie di corte）（ジャン＝バティスト・ベサールの作品による） Andante cantabile ト短調 3/4拍子
3. シチリアーナ（Siciliana）（作曲者不詳 16世紀頃） Andantino ハ短調 3/4拍子
4. パッサカリア（Passacaglia）（ルドヴィコ・ロンカッリの曲による） Maestoso ト短調 3/4拍子

近年では第3曲「シチリアーナ」の原曲が、つのだ・たかしのリュート演奏でTVCMに利用され、スマッシュヒットとなった。そのほかにも同曲は多くの演奏・編曲例があることでも知られ、近年の例では、2007年に発表された平原綾香のアルバム『そら』にも自身の作詞および沢田完の編曲による歌唱つきヴァージョンが収められた。